# واندرر

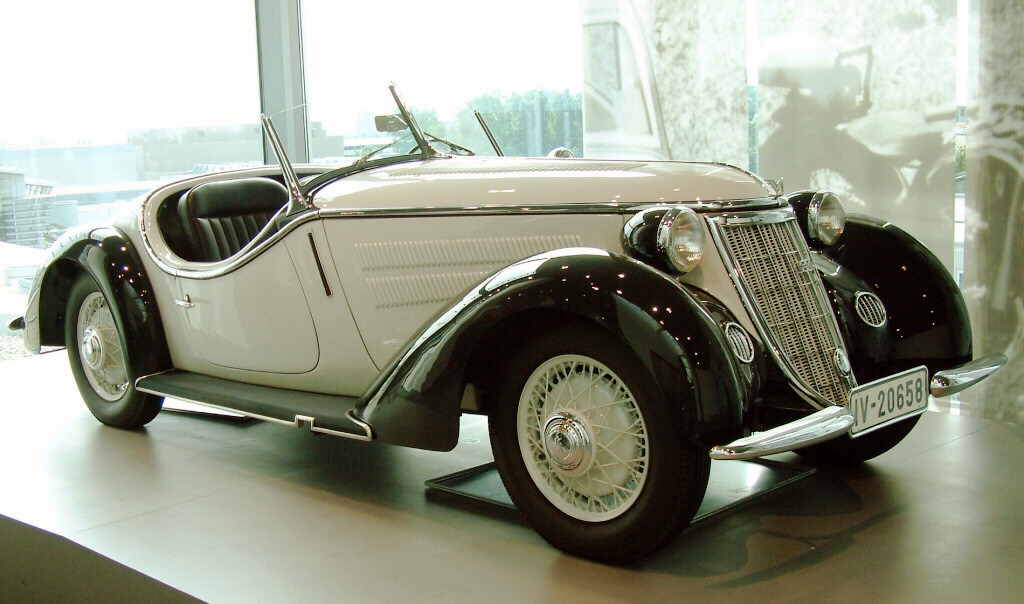
واندرر دبلیو۲۵کی

واندرر، (به آلمانی: Wanderer) شرکت خودروسازی آلمانی بود، که در سال ۱۸۹۶ توسط یوهان باپتیست وینکلوفر و ریچارد آدولف جانیک تأسیس شد.
این شرکت در زمینه ساخت موتورسیکلت، خودرو و موتورهای اتومبیل فعالیت می‌نمود و از خودروهای تولید شده توسط آن می‌توان به: واندرر دبلیو۲۱، واندرر دبلیو۲۲ و واندرر دبلیو۲۴ اشاره نمود.
شرکت واندرر در سال ۱۹۴۵ با گروه اتو یونیون ادغام شد و یکی از ۴ شرکت تشکیل‌دهنده این گروه خودروسازی محسوب می‌شد. برند واندرر امروزه از نشان‌های تجاری شرکت خودروسازی آئودی به‌شمار می‌آید.